# Papillons
Papillons (franz.: Schmetterlinge) op.2 für Klavier zu zwei Händen ist ein Klavierzyklus von Robert Schumann. Das in den Jahren 1829 bis 1832 komponierte Werk ist Therese, Rosalie und Emilie Schumann gewidmet. Die Papillons entstanden im Zusammenhang mit der Lektüre des Romanfragments Flegeljahre von Jean Paul.

## Hintergrund
Im April 1832 schrieb Schumann an Ludwig Rellstab, den Dichter und Gründer der Musikzeitschrift Iris im Gebiete der Tonkunst:
„Weniger für den Redakteur der Iris, als für den Dichter und den Geistesverwandten Jean Pauls, erlaub’ ich mir den Papillons einige Worte über ihr Entstehen hinzuzufügen, da der Faden, der sie aneinander schlingen soll, kaum sichtbar ist. Eu. Wohlgeboren erinnern sich der letzten Scene in den Flegeljahren—Larventanz—Walt—Vult—Masken—Wina—Vults Tanzen—das Umtauschen der Masken—Geständnisse—Zorn—Enthüllung—Forteilen—Schlußtraum und dann der fortgehende Bruder. Noch oft wendete ich die letzte Seite um: denn der Schluß schien mir nur ein neuer Anfang — fast unbewußt war ich am Klavier und so entstand ein Papillon nach dem Andern.“
Schumann verwertete dabei auch Kompositionen, die bereits früher entstanden waren. In Schumanns Handexemplar der Flegeljahre finden sich Randnotizen, die einzelne Nummern der Papillons bestimmten Textstellen zuordnen. Dass es sich hierbei jedoch nicht um eine Romanvertonung handelt, geht aus einem Brief an Henriette Voigt hervor: „Ich erwähne noch, dass ich den Text der Musik unterlegt habe, nicht umgekehrt – sonst scheint es mir ein >töricht Beginnen<. Nur der letzte, den der spielende Zufall zur Antwort auf den ersten gestaltete, wurde durch Jean Paul erweckt.“
Die beiden Hauptfiguren des Romans sind Walt Harnisch (eine eher ruhige Dichter-Natur) und sein Bruder Vult (ein draufgängerischer Flötenvirtuose und brillanter Tänzer). Beide lieben dieselbe Frau, nämlich Wina, die Tochter eines polnischen Generals. Ihre Wahl zwischen Vult und Walt wird auf einem Maskenball entschieden.
Walt Harnisch wird in dem Roman von einem Klavierstimmer darauf aufmerksam gemacht, dass sein Familienname die Tonbuchstaben A–S(Es)-C-H enthält. Schumann bemerkt dabei, dass diese auch in seinem Nachnamen vorkommen, was ihn veranlasst, sich mit den beiden Harnisch-Brüdern zu identifizieren und eine Verbindung zwischen seiner Musik und dem Roman herzustellen. In dem später entstandenen Klavierzyklus Carnaval hat Schumann diese Tonbuchstaben sogar explizit verwendet. Walt und Vult waren auch die Vorbilder für Schumanns gespaltenes Alter Ego (Florestan und Eusebius).

## Deutungen
Der Titel Papillons bezieht sich – wie Schumann selbst gesprächsweise erläutert haben soll – auf das bunte „Durcheinanderflattern auf einem Faschingsball“.
Der Zusammenhang mit dem Maskenfest am Ende von Jean Pauls Roman ist unstrittig. Wie konkret die Bezüge zum literarischen Pendant sind, wird jedoch unterschiedlich gesehen.
- Reclams Klaviermusikführer kommt zu folgender Einschätzung: „Das Labyrinth des Balles ist hier ein magischer Raum, in dem auf den Rhythmen der Tänze und im Schleier der Töne sich die Traumgespinste zu poetischer Existenz verdichten. Sie programmatisch im Sinne der literarischen Vorlage zu deuten, wäre jedoch wenig ergiebig.“[4]
- Linke und Kneip kommentieren: „Offensichtlich führt uns Schumann verschiedene Stimmungen vor, in die ein Ballbesucher verfallen kann (Trubel, Verstellung, Maskierung, Erfolg, Derbheit, Melancholie, Schmachten, Überraschung, Humor, plötzliches Einsamkeitsgefühl, Katzenjammer usw.)“[3]
- Misha Donat bemerkt zu den Randnotizen in Schumanns Handexemplar der Flegeljahre: „obwohl man solche Parallelen nicht überbewerten sollte, gibt es hier doch recht deutliche Verbindungen.“[5]
- Akio Mayeda geht noch weiter und versucht eine sehr konkrete Zuordnung der Musik zu den Vorgängen im Roman und zu den handelnden Personen. Er stützt sich dabei neben den Schumannschen Einträgen in seinem Romanexemplar zum Teil auf musikanalytische Befunde, zum Teil stellt er aber auch Behauptungen auf, die nicht näher begründet werden. Der Kern von Mayedas Interpretation stützt sich auf die Beobachtung eines motivisch-thematischem Zusammenhangs zwischen der Einleitung und den Takten 41 bis 48 des zehnten Stücks. Den „offenkundig“ fragenden Gestus der Einleitungspassage deutet Mayeda als Frage, wem Wina ihre Gunst zuwenden werde. Die Entscheidung hierüber falle im Verlauf des Maskenballs im zehnten Stück, wo „vielsagende Modifikationen der Einleitungsmelodie“ ihre Wahl kennzeichnen würden.[6]

## Die einzelnen Sätze

### Introduzione - Moderato
Die nur sechstaktige Einleitung besteht aus einer mit Nebentönen angereicherten aufsteigenden Brechung des D-Dur-Dreiklangs, wobei eine gewisse Ähnlichkeit zu den Einleitungstakten von Webers Aufforderung zum Tanz erkennbar ist.
Mayeda interpretiert den fragenden Gestus dieser Passage romanbezogen als musikalischen Ausdruck der Frage, wem Wina ihre Gunst zuwenden werde.

### Nr. 1
Das Stück wird durch ein einfaches und heiteres Skalenthema geprägt, das bereits als Walzer Nr.6 in dem Studienbuch 3 enthalten ist und in der Nr. 12 wieder erscheint. Somit wird hier das Rahmenthema des Werks vorgestellt.
Die von Schumann bei Jean Paul angestrichene Textstelle lautet:
Da er [Walt] aus dem Stübchen trat, bat er Gott, daß er es froh wiederfinden möge; es war ihm wie einem ruhmdürstigen Helden, der in seine erste Schlacht auszieht.
Mayeda deutet dieses Stück als „Auftritt Walts“.

### Nr. 2 - Prestissimo
Glanzvoll rauschenden Es-Dur-Akkordbrechungen im fortissimo folgt eine Passage mit zickzackartiger Melodieführung (erst mezzoforte, dann pianissimo). Ein D.C. (Da capo) fordert die komplette Wiederholung dieses kurzen Stücks.
Die Musik entspricht sehr plastisch der im Handexemplar angestrichenen Textstelle. Diese bezieht sich auf den Ballsaal, den Walt nach einem Irrweg durch andere Räume betritt:
Endlich geriet er, da er das hereinströmende Nebenzimmer prüfen wollte, in den wahren schallenden brennenden Saal voll wallender Gestalten und Hüte im Zauberrauch hinaus. Welch ein gebärender Nordschein-Himmel voll widereinander fahrender zickzackiger Gestalten!
Ohne Angabe von Gründen bezeichnet Mayeda dieses Stück als „das kontrastierende Gegenporträt von Vult, sein temperamentvoll-stürmischer Auftritt in versierter Eleganz.“

### Nr. 3
Ein energisch akzentuiertes und durchgängig oktaviert gespieltes Thema in fis-Moll wird zunächst unisono im Bass vorgestellt, danach erscheint die gleiche Melodie um mehr als zwei Oktaven höher in A-Dur, von oktavierten Basstönen gestützt und mit verändertem zweiten Teil. In einem dritten Abschnitt (wiederum in fis-Moll) erfolgt eine Kanonführung zwischen Ober- und Unterstimme. Das Thema kann man im Studienbuch V unter Kontrapunkt-Übungen finden. Mayeda meint, dass Schumanns meist unverstandene Äußerung, er habe Kontrapunkt bei Jean Paul gelernt, hier eine Erklärung finde.
Die markierte Textstelle lautet:
Am meisten zog ihn und seine Bewunderung ein herumrutschender Riesenstiefel an, der sich selber anhatte und trug,...
Nach Ernst Bücken „stellt das dritte Stück verschiedene Maskenzüge dar, die sich (im Kanon) durchkreuzen“.
Reclams Klaviermusikführer kommentiert: „Die fis-Moll-Oktaven mögen die Riesenstiefel der grotesken Jean-Paul-Maske bedeuten.“.

### Nr. 4 - Presto
Das Stück steht im 3/8-Takt und hat eine dreiteilige Form (A-B-A'). Der in A-Dur beginnende A(A')-Teil endet in fis-Moll und changiert in seinem Verlauf zwischen diesen beiden Tonarten. Melodie und Rhythmus sind differenziert und von geschmeidiger Lebendigkeit, die Dynamik steigert sich vom piano zum forte. Der B-Teil bekommt u. a. durch die sprunghafte Aufteilung auf rechte und linke Hand sowie die Dynamik (crescendo - subito pianissimo) und Agogik (accelerando, ritenuto) einen ausgesprochen kapriziösen Anstrich. Der abschließende Teil (A') unterscheidet sich vom A-Teil dadurch, dass im 3. u. 4. Takt das zweitaktig ausgehaltene fis3 durch den Seufzer gis3 - fis3 ersetzt wird, sowie durch die intensivierte Schlusssteigerung zum fortissimo.
Der im Handexemplar zugeordnete Text lautet:
Die Hoffnung [zuvor beschrieben als Jungfrau mit einem Blumenkranz auf dem Kopfe (hinter der Maske steckt Vult)] drehte sich schnell um; eine verlarvte Schäferin kam und eine einfache Nonne mit einer Halbmaske und einem duftenden Aurikelstrauß.
Da sich hinter der Nonnenmaske Wina verbirgt, zieht Mayeda den Schluss: „Die Musik, voll von Sehnsucht und graziösem Gestus, darf als Porträt Winas verstanden werden.“
Linke und Kneip sehen den Charakter der Musik leicht anders: „Ein Harlekin, der sich neckend darunter mengt.“

### Nr. 5
Die Musik ist eine Bearbeitung des Trios aus der Nr. 7 der acht Polonaisen für Klavier zu vier Händen.
Markierter Text im Handexemplar:
Jetzt stand er eine Sekunde allein neben der ruhigen Jungfrau...
Mayeda meint, in der Polonaise gehe es um den Tanz Walts mit Wina (der schönen Polin). Darüber hinaus glaubt er, die Musik enthalte eine Darstellung von Walts Doppelmaske als Bergmann und Fuhrmann. Ab Takt 9 hört er „die fleißige Schaufelbewegung“ des Bergmanns heraus, während ab Takt 13 „der flotte Rhythmus des Vorwärtstreibens“ für die Tätigkeit des Fuhrmanns stehe.

### Nr. 6
Dieses Stück ist formal rondoartig angelegt: Ein dreifach erklingendes, jeweils leicht variiertes Ritornell wird alternierend von zwei Couplets unterschiedlichen Charakters unterbrochen.
Markierte Stelle im Handexemplar:
Deine Walzer bisher, nimm nicht die Nachricht übel, liefen als gute mimische Nachahmungen, teils waagerechte des Fuhrmanns, teils senkrechte des Bergmanns, im Saale durch.
Linke und Kneip sehen in diesem Stück „eine Szene im Trinkzimmer, dazwischen (im 2. und 4. Teil) Musik draußen im Saal…“
Mayeda deutet dieses Stück als Darstellung des tanzenden Walts. „Das energische Hauptthema – leidenschaftlich ohne Eleganz -“ sei „die Steigerung des Bergmannsmotivs aus Nr. 5“. Das Pianissimo des A-Dur-Themas des ersten Couplets (ab T.7) wird von Mayeda als zaghaft unbeholfenes Auftreten Walts gesehen. Wenn das gleiche Thema später in Nr.10 im Fortissimo und nach G-Dur transponiert wieder auftaucht, stelle es dort das selbstsichere Auftreten von Vult in Walts Verkleidung dar.

### Nr. 7 - Semplice
Nach acht einleitenden Pianissimo-Takten in f-Moll von versonnen-melancholischem Charakter folgt in As-Dur „ein Sehnsuchtswalzer in Jung-Schumannscher Art“.
Der Eintragung im Handexemplar folgend geht es hier um Vults Idee, die Verkleidung mit Walt zu tauschen. Vult sieht, dass Walt verliebt ist, aber nicht gut tanzen kann. Deshalb bietet er sich an, für ihn einzuspringen. In der Geschichte entsteht durch den Maskentausch die Problematik, dass am Ende nicht klar wird, ob das Liebeszugeständniss Winas dem Tänzer Vult oder dessen Bruder Walt gehört.

### Nr. 8
Das Stück beginnt fortissimo mit einer achttaktigen energischen Eröffnung in cis-Moll, die durch den 3/4-Rhythmus    bestimmt wird. Auch der nachfolgende Walzer in Des-Dur wird durch den gleichen Rhythmus geprägt.
Diese von Mayeda als ungewöhnlich empfundene Rhythmik ordnet er dem extravaganten Vult zu: „Nr. 8 ist offensichtlich der brillante Tanz von Vult.“
Walt dagegen ist nach Mayeda durch den eher normalen, z. B. in Nr. 6 vorkommenden Rhythmus      gekennzeichnet.

### Nr. 9 - Prestissimo
Die dem Anfangsthema zugrunde liegende Skizze war ursprünglich als Walzer im tempo giusto konzipiert. Der Tempo- und Charakterwechsel (prestissimo) erfolgte (nach der Meinung Mayedas) „zweifellos mit der Absicht“, die Musik an die Handlung des Romans anzupassen.
Die im Handexemplar markierte Stelle lautet:
„So mache nur schnell“, versetzte Vult ohne zu denken.
Die „fliehenden Takte“ (ab T.9.) deutet Mayeda als „Reflex des hastigen Maskentausches“.

### Nr. 10 - Vivo-piu lento
Die ersten 16 (3/8-) Takte des Stücks (spannungsvoll im pianissimo gehalten) beginnen mit einer C-Dur-Fanfare. Dann tauchen die hastigen Achtel aus Nr. 9 wieder auf, die (nach Mayeda) an den Tausch der Masken erinnern.
Danach erscheint im 3/4-Takt das leicht modifizierte erste Couplet aus Nr. 6, hier jedoch statt in A-Dur in G-Dur, statt im pianissimo im fortissimo und durch den vollgriffigeren Satz und das langsamere Tempo (più lento) gewichtiger.
Den restlichen (größeren) Teil des Stücks füllt ein Walzer, der kurz vor Schluss durch einen 4-taktigen Fortissimo-Einwurf unterbrochen wird und nach einem Pausentakt mit Fermate beruhigt (ritenuto) ausklingt (ab dem drittletzten Takt ist ppp vorgeschrieben).
Die im Handexemplar markierte Passage lautet:
Walten kams beim Eintritt vor, als sehe jeder ihm den Larventausch an […]. Einige Weiber merkten, daß Hoffnung hinter den Blumen jetzt blonde Haare statt der vorigen schwarzen trage, maßen es aber der Perücke bei. Auch Walts Schritt war kleiner und weiblicher, wie sichs für Hoffnungen geziemt.
Aber bald vergaß er sich und Saal und alles, da der Fuhrmann Vult ohne Umstände Wina […] an die regierende Spitze des englischen Tanzes stellte und nun zum Erstaunen der Tänzerin mit ihr einen Tanzabriß künstlich entwarf und, wie einige Maler, gleichsam mit dem Fuße malte, nur mit größeren Dekorationsstrichen.
Die gewichtige G-Dur-Passage (T. 17 ff) deutet Mayeda als „…Vult, der mit großen männlichen Schritten in Walts Doppelmasken als Berg- und Fuhrmann vortrat: Ich bin’s, Walt, ich bitte um diesen Tanz!“
In dem ab Takt 25 fließenden Tanz (statt des englischen Tanzes im Romantext hier ein Walzer) entdeckt Mayeda eine „…musiksemantische Funktion der Melodie, welche sich als Augmentation der Introduzione-Melodie zu erkennen gibt. Die eingangs aufgestellte Frage wird hier […] thematisiert (T. 25-40), sodann in der deutlichen Kontur der Einleitungsmelodie direkt an Wina ausgesprochen (T. 41-44). Im ausdrucksvollen Reflex darauf (T. 45-48) ist Winas Liebes-Ja unmissverständlich zu erkennen, was auch von der glückseligen Gegenmelodie des Nachtanzes […] bestätigt wird.“
Den Fortissimo-Ausbruch (T. 65 ff) deutet Mayeda als plötzliches Erwachen Vults aus seinem seligen Traum. Hier erscheinen unmittelbar nacheinander der „Vult-Rhythmus“ (  ) und der „Walt-Rhythmus“ (    ), was die Erkenntnis signalisiert: „Ich, Vult […], bin aber Walt! […] – Dieses Jawort gehört ihm.“ Die erzürnte Reaktion Vults auf diese Erkenntnis im Roman bleibt in der Musik jedoch aus: „…im Ton edler ruhiger Resignation endet sein Tanz mit der geliebten Wina.“

### Nr. 11
Die Vorform dieser glanzvoll kapriziösen D-Dur-Polonaise findet sich in den Jugendpolonaisen für Klavier zu vier Händen, ist hier aber so erweitert, dass sie zum ausgedehntesten und wohl wirkungsvollsten Satz des ganzen Zyklus wird.
Im Handexemplar ist folgende Stelle markiert:
Spät am Ende des Tanzes ließ Vult im eiligen Händereichen, im Kreuzen, im fliegenden Auf- und Ableiten sich immer mehrere polnische Laute entwischen – nur Hauche der Sprache – nur irre, aufs Meer verwehte Schmetterlinge einer fernen Insel. Wie ein seltner Lerchengesang im Nachsommer klang Winen diese Sprache herab.
Mayeda stellt hierzu fest, „…dass solche poetisch musikalischen Analogien nur in den neu-komponierten Passagen, die in der Jugendpolonaise noch fehlen, nachvollziehbar sind. Es ist dies vor allem der ausgebaute Mittelteil ab Più lento (T. 32 ff) mit der enigmatischen Unisono-Stelle (T. 42 ff).“

### Nr. 12 - Finale

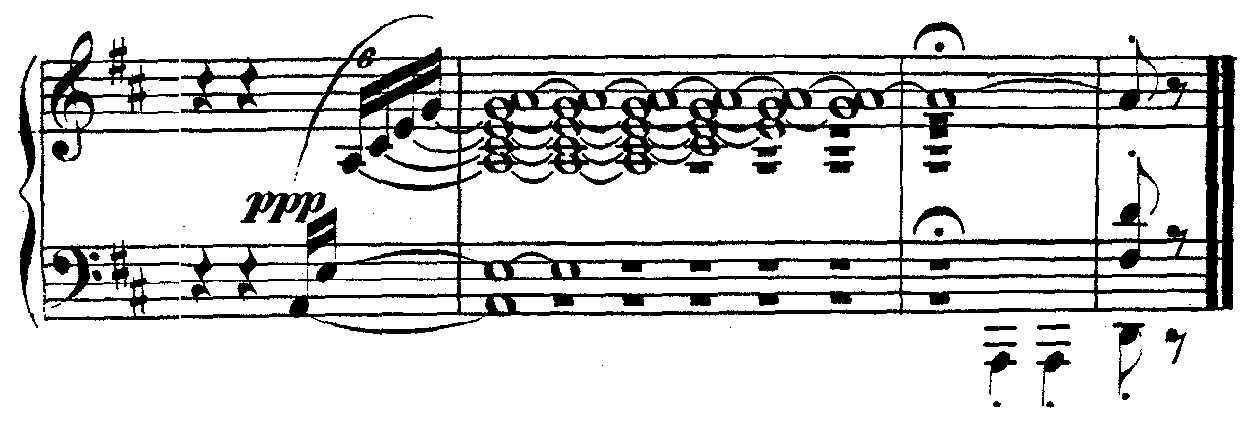
Schlusstakte des Finales

Das Finale beginnt im Sinne eines Kehraus mit einem Zitat des damals bekannten Großvatertanzes, gefolgt von einem schnellen Tanz im 2/4-Takt. Nach der Wiederholung des Großvatertanzes erscheint in Takt 25 das Thema aus der Nr.1 und wird ab Takt 31 mit dem Großvater-Thema kombiniert. Während letzteres immer leiser werdend verklingt, wird das Thema aus Nr. 1 zunächst rhythmisch verschleiert, dann wird nur noch der skalenartige Anfang wiederholt und bei jeder Wiederholung um einen Ton verkürzt (von anfangs 7 auf 0), so dass von ihm schließlich nur noch eine Pause übrig bleibt. In den Noten findet sich der Eintrag: „Das Geräusch der Faschingsnacht verstummt. Die Turmuhr schlägt sechs.“ Dies wird durch ein während der verklingenden Musik sechsmal akzentuiert angeschlagenes a2 realisiert. Das Motiv des Verklingens wird in den Schlusstakten noch einmal aufgenommen: ein arpeggierter Dominantseptakkord verjüngt sich durch sukzessives Abdämpfen der Harmonietöne bis zum Einzelton. Die gestalterische Grundidee dieses Finales entstand, als Schumann zufällig entdeckte, dass das erste Thema (Nr. 1) mit dem Großvater-Thema kontrapunktisch ist.
Zu der Nr. 12 existiert keine Eintragung im Handexemplar. Schumann schrieb jedoch an Castelli, der Schluss entspreche dem Satz: „Noch aus der Ferne [bei Paul: Gasse] herauf hörte Walt entzückt die fliehenden Töne reden, denn er merkte nicht, dass mit ihnen sein Bruder entfliehe“ Diesen letzten Satz der Flegeljahre hatte Schumann ursprünglich seinen Papillons als Motto vorangestellt, doch erschien das Zitat in der gedruckten Ausgabe nicht.